# Avraham Burg
Avraham Burg (in ebraico אברהם בורג‎?; 19 gennaio 1955) è un politico israeliano, membro del Knesset e presidente dell'Agenzia ebraica.
Dal 12 luglio 2000 al 1º agosto dello stesso anno ha ricoperto il ruolo di presidente ad interim dello stato di Israele.